# غالیه بن‌علی
غالیه بن‌علی (انگلیسی: Ghalia Benali؛ زادهٔ ۲۱ دسامبر ۱۹۶۸) خواننده، ترانه‌پرداز، نویسنده و طراح گرافیک اهل تونس است. وی از سال ۱۹۹۳ میلادی تاکنون مشغول فعالیت بوده‌است. موسیقی او با گونه‌های مختلف موسیقی پیوند دارد و تعریف متفاوتی از موسیقی معاصر عربی ارائه داده‌است.